# إدوارد أكوا
إدوارد أكوا (بالإنجليزية: Edward Acquah)‏ هو لاعب كرة قدم غاني في مركز الهجوم، ولد في 23 يوليو 1935 في سيكوندي تاكورادي في غانا، وتوفي بنفس المكان في 5 أكتوبر 2011. شارك مع منتخب غانا لكرة القدم. أما مع النوادي، فقد لعب مع Sekondi Eleven Wise F.C. ‏.

## وصلات خارجية
- إدوارد أكوا على موقع الاتحاد الدولي (مؤرشف)  (الإنجليزية)
- إدوارد أكوا على موقع قاعدة بيانات كرة القدم.إي يو (الإنجليزية)
- إدوارد أكوا على موقع ناشيونال فوتبول تيمز (الإنجليزية)
- إدوارد أكوا على موقع اللجنة الأولمبية الدولية (الإنجليزية)
- إدوارد أكوا على موقع أوليمبيديا (الإنجليزية)